# Dynastie Chikulamayembe

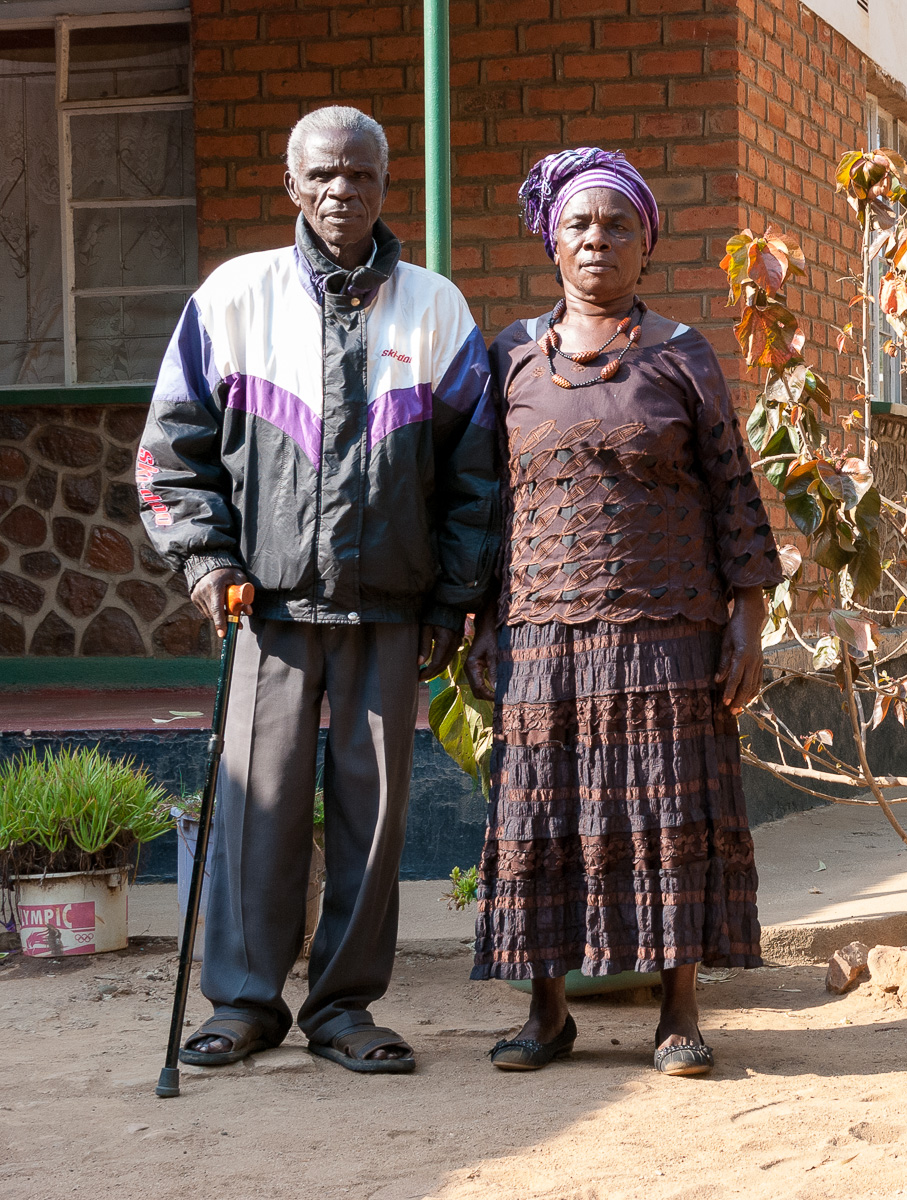
Walter Gondwe, Chikulamayembe de 1977 à 2018, avec son épouse, à Bolero, Rumphi, Malawi.

La dynastie Chikulamayembe est une dynastie de chefs établie parmi le peuple Tumbuka dans la région de Nkhamanga-Henga, au nord du Malawi. Les Chikulamayembe ont d'abord régné à partir de 1805 environ, puis se sont affaiblis à partir des années 1830 et ont perdu le pouvoir dans les années 1870. Leur dynastie a été rétablie en 1907.

## Origine

### Peuple Tumbuka
Les Tumbuka sont probablement arrivés dans la zone comprise entre la rivière Luangwa et le nord du lac Malawi au XVe siècle. Au début du XVIIIe siècle, de nombreux groupes sont présents, cultivant le mil et élevant des chèvres et des moutons. Ils sont répartis de manière dispersée sur le plateau qui surmonte la Luangwa et le lac Malawi, formant de petites communautés autonomes dépourvues d'organisation centralisée. Un groupe, nommé « Henga », occupe la vallée de la Henga au nord de Rumphi (en) ; un autre groupe, celui des « Phoka », vit au sud du plateau de Nyika. Ils ont à leur tête des chefs locaux qui n'ont qu'une autorité limitée,.

### Arrivée de Mlowoka
Au XVIIIe siècle, il y a de nombreux éléphants dans la vallée de la Luangwa, les plaines au sud du plateau de Nyika et la vallée de la Henga. La demande d'ivoire de la part des Européens amène une expansion de son commerce en Afrique orientale et centrale, commerce financé par des marchands basés à Kilwa Kisiwani et Zanzibar. Au milieu du siècle, des commerçants « vêtus comme des arabes », mais qui viennent de Unyamwezi (en), située dans ce qui est aujourd'hui la Tanzanie, pratiquent le trafic d'ivoire jusque dans la vallée de la Luangwa. Un de ces groupes de commerçants — commerçants qui sont aussi, à l'occasion, des chasseurs d'éléphants —, dirigé par un nommé Mlowoka Gondwe — ce qui signifie « celui qui a traversé (le lac) » — arrive, à la recherche d'ivoire parmi une population pour qui elle n'a qu'une faible valeur. Mlowoka est supposé avoir débarqué à Chilumba, port sur le lac, puis s'être enfoncé à l'intérieur des terres du plateau de Nyika. Il n'est pas certain que ces commerçants aient eu pour intention de s'installer, mais leur contrôle du commerce d'ivoire leur donne un pouvoir économique ; ils forment des alliances par mariages avec les familles des chefs Henga, afin de sécuriser leur commerce. Afin de s'assurer le monopole du commerce de l'ivoire, Mlowaka installe donc des hommes à sa solde dans les zones riches en éléphants, parmi les Henga et les Phoka. Les gens de Mlowoka, qu'on appelle collectivement « Balowoka » (« ceux qui ont traversé les eaux »), se mélangent ainsi aux Henga et Phoka, à tel point qu'il devient impossible de les distinguer en tant que groupe ethnique distinct ; des noms des clans issus de Mlowoka ont cependant survécu, comme celui de « Gondwe ».

### Dynastie duXIXesiècle
Un fils de Mlowoka, Gonapamuhanya, qui est aussi, du côté de sa mère, un neveu d'un chef Tumbuka, devient un chef important, « chef suprême » ou « roi », de la région à l'ouest et au sud du plateau de Nyika vers 1805 et il fonde la dynastie Chikulamayembe,. Il n'exerce cependant qu'une autorité limitée sur une fédération de petites chefferies et il contrôle moins un territoire qu'une route, celle du commerce de l'ivoire ; les chefferies ultérieures, même celles établies par les compagnons de Mlowoka venus d'Unyamwezi, sont pratiquement indépendantes. Dans les années 1830, cette dynastie Chikulamayembe décline car les commerçants Swahilis, qui trafiquent les esclaves et l'ivoire entrent dans la région et prennent le contrôle du réseau commercial, conduisant la région à un état de désorganisation politique. La dynastie disparaît entre 1860 et 1870 du fait des invasions Ngoni,. Les populations concernées, de ce qu'on appelle parfois « l'État Chikulamayembe », fuient, sont réduites en servage ou enrôlées dans les régiments Ngoni.

## Renaissance

### Choisir unthemba
Les Ngoni du nord passent sous souveraineté britannique en 1904 et les Tumbuka cessent d'être un peuple vassal des Ngoni et reviennent vers les endroits qu'ils avaient fui. Les missionnaires européens trouvent les Tumbuka prêts à accepter l'éducation occidentale, et ils soutiennent la revendication tumbuka d'avoir un chef pour leur propre compte. La revendication des Chikulamayembe de gouverner une grande chefferie est formulée par écrit par Saulos Nyirenda en 1904 ; le texte est traduit en 1931 par un missionnaire, qui exagère grandement le pouvoir des Chikulamayembe du XIXe siècle. Cette version de l'histoire tumbuka est acceptée par les autorités coloniales.
Plusieurs postulants veulent devenir « chef suprême », ils sont tous descendants de Gonapamuhanya ; l'administration coloniale choisit Mbawuwo Mgonanjerwa Gondwe, un chef occidentalisé et lui accorde le titre de « themba » (chef) Chikulamayembe en 1907. Cela fait de lui le dirigeant suprême du peuple Tumbuka, les autres « chefs » lui étant subordonnés.

### Pouvoirs du themba
Au début, le rôle du themba est largement honorifique mais, en 1913, on lui attribue un rôle d'assistance auprès du commissaire de district, le représentant de l'administration coloniale. Dans les années 1920, l'administration britannique favorise l'indirect rule, qui consiste à s'appuyer sur les chefs locaux ; dans ce cadre, elle propose de diviser le nord de ce qui est aujourd'hui le Malawi en trois districts, chacun abritant un groupe ethnique prédominant, et disposant d'un chef suprême. Lorsque la loi sur les Native Authorities est promulguée en 1933, le themba Chikulamayembe devient l'autorité locale du « Tumbukaland », doté de son propre budget. Les Native Courts (« cours de justice autochtones ») sont instituées la même année, donnant à la juridiction d'appel du themba compétence sur les affaires de ses chefs subordonnés.
Le premier themba meurt en 1931, son fils Ziwange lui succède (on l'appelle John Hardy Gondwe), qui gouverne de 1932 jusqu'à sa mort en 1977 ; son fils, Walter Gondwe, lui succède. À la fin du mois de novembre 2018 ce dernier décède, son fils, Mtima Walter Gondwe, lui succède en tant que themba.